# Cronometro di Loulié

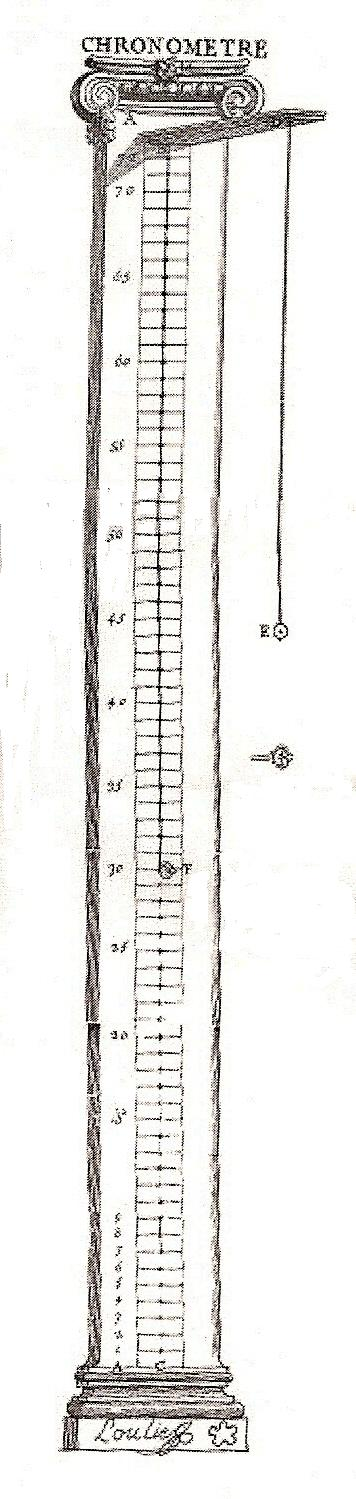
Il cronometro di Loulié.

Il cronometro di Loulié è il precursore dell'attuale metronomo. Fu inventato verso il 1694 dal teorico Étienne Loulié per stabilire il tempo delle esecuzioni musicali.

## Storia
Verso il 1694 Étienne Loulié, un musicista che aveva da poco collaborato con il matematico Joseph Sauveur per l'educazione del giovane Filippo II di Borbone-Orléans, ricevette dallo stesso Filippo l'invito ad approfondire, insieme a Sauveur, alcuni studi scientifici sull'acustica, con il sostegno dalla Reale Accademia delle Scienze. Essi usavano, per misurare scientificamente il numero di battimenti al secondo causati dai suoni, un pendolo inventato da Galileo Galilei. Fu sicuramente da questi studi che Loulié ebbe l'idea per il suo cronometro.
Nel suo trattato Élémens ou principes de musique, pubblicato a Parigi nel 1696, oltre a riprendere le lezioni impartite a Filippo II, Loulié descrisse la sua nuova invenzione: si trattava sostanzialmente di un pendolo galileiano in veste di colonna classica, con un righello verticale alto 72 pollici, recante un piccolo foro corrispondente a ogni pollice. Da un paletto montato perpendicolarmente scendeva un filo a piombo, in funzione di pendolo. La lunghezza del filo, e quindi la velocità di oscillamento del pendolo, poteva essere regolata.

## Descrizione
Étienne Loulié descrisse così il suo strumento:
Poi c'è un filo a piombo che passa attraverso questi due fori, con, da un'estremità, un peso in piombo (E) del diametro di un pollice, e, dall'altra estremità, un anello (F) dello stesso diametro dei fori del righello. È presente un piolo da inserire attraverso l'anello nei fori del righello, in modo da modificare la lunghezza del filo: quando il piolo è nel buco 72, ad esempio, il filo è lungo 72 pollici dal buco più esterno del paletto orizzontale (D). Il filo, dunque, in totale è lungo 72 pollici più 6 pollici, per un totale di 78 pollici.
Il cronometro è messo in movimento spostando il filo a piombo di esattamente due piedi dalla sua perpendicolare quando il piolo è inserito nel foro 72, o di un piede quando è nel foro 36, o di sei pollici quando è nel 18, e sempre un po' meno man mano che il filo diventa può corto. Lasciando andare il pendolo in questo modo, esso indicherà con precisione la velocità di esecuzione di un brano musicale.
Se un compositore vorrà precisare con esattezza la velocità cui andrà eseguita una sua opera, altro non dovrà fare che inserire il piolo in un foro e mettere il pendolo in movimento. Se le oscillazioni saranno troppo lente, dovrà accorciare il filo inserendo il piolo in un foro dal numero inferiore, e viceversa. Quando avrà trovato il tempo che ritiene corretto, non dovrà fare altro che scrivere, all'inizio del suo spartito, il numero del foro»

Loulié stesso, in Élémens, spiegò l'utilità della sua invenzione:
Questo strumento, però, a tre categorie di persone potrà sembrare inutile: ai bravissimi strumentisti di professione, in grado di calcolare da soli i tempi giusti; a chi conosce le musiche di Monsieur de Lully, e che quindi non suonerà, probabilmente, altri tipi di musiche; e ai dilettanti senza alcuna raffinatezza di gusti, ai quali fa poca differenza che lo stesso pezzo sia eseguito lento o veloce.
Tuttavia, sono convinto che le persone di buon gusto, che hanno avvertito come la musica perda la sua bellezza se eseguita troppo veloce o troppo lenta, mi saranno riconoscenti di aver donato loro uno strumento affidabile per determinare la reale velocità dei brani. Fra questi, penso soprattutto a chi vive lontano dalle città, i quali saranno in grado di eseguire perfettamente tutte le opere di Monsieur de Lully, che io ho indicato con precisione grazie al cronometro»